# Liste der Wappen im Landkreis Biberach
Diese Liste beinhaltet alle in der Wikipedia gelisteten Wappen des Landkreises Biberach in Baden-Württemberg, inklusive historischer Wappen. Fast alle Städte, Gemeinden und Kreise in Baden-Württemberg führen ein Wappen. Sie sind über die Navigationsleiste am Ende der Seite erreichbar.

## Landkreis Biberach

Wappen des Landkreises Biberach[1]
Landkreis Ehingen (1938–1972)
Landkreis Saulgau (1938–1972)
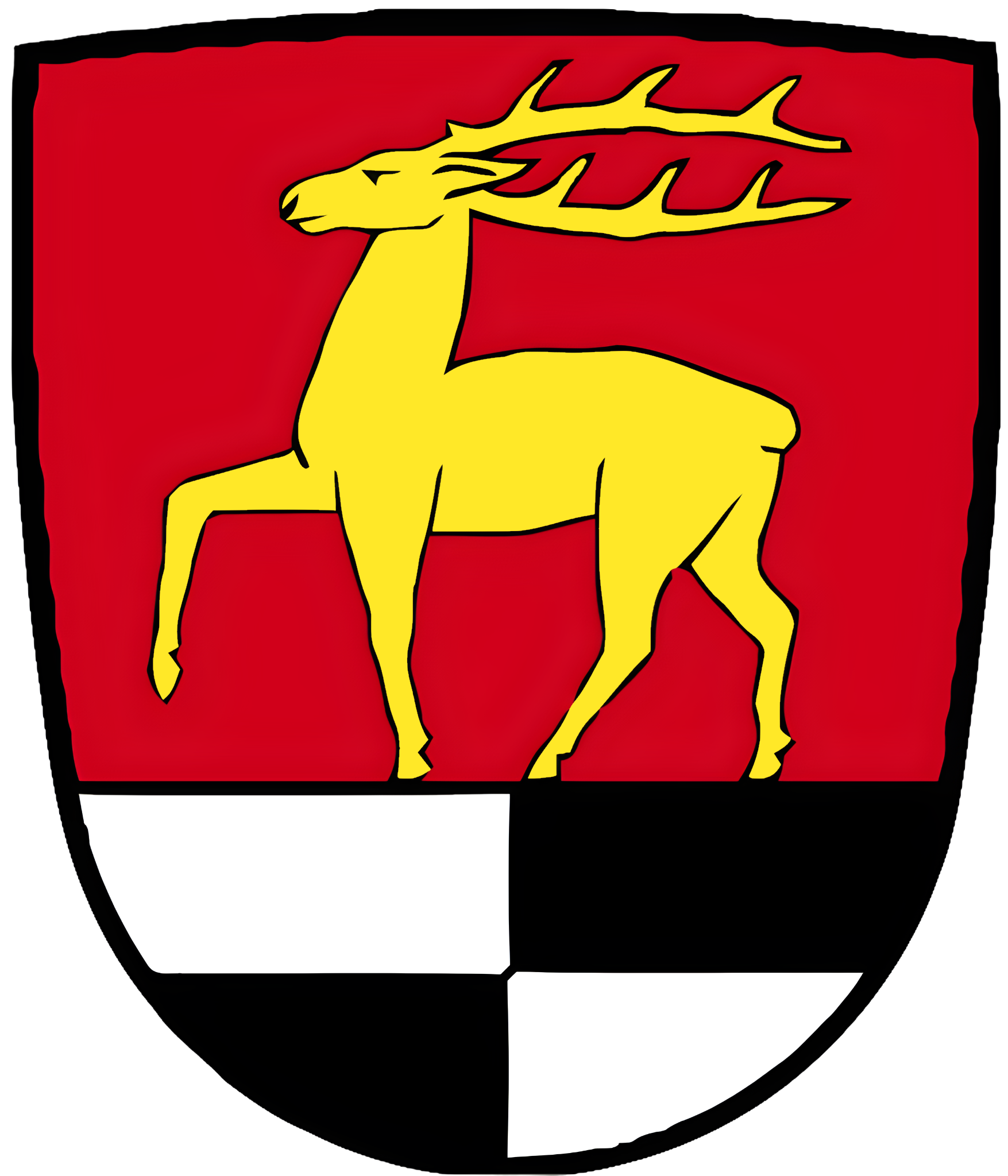
Landkreis Sigmaringen (1938–1972)
Der Landkreis Biberach in Baden-Württemberg

## Städtewappen im Landkreis Biberach

Bad Buchau[2]
Bad Schussenried[3]
Biberach an der Riß[4]
Laupheim[5]
Ochsenhausen[6]
Riedlingen[7]

## Gemeindewappen im Landkreis Biberach

Achstetten[8]
Alleshausen[9]
Allmannsweiler[10]
Altheim[11]
Attenweiler[12]
Berkheim[13]
Betzenweiler[14]
Burgrieden[15]
Dettingen an der Iller[16]
Dürmentingen[17]
Dürnau[18]
Eberhardzell[19]
Erlenmoos[20]
Erolzheim[21]
Ertingen[22]
Gutenzell-Hürbel
Hochdorf[23]
Ingoldingen[24]
Kanzach[25]
Kirchberg an der Iller[26]
Kirchdorf an der Iller[27]
Langenenslingen[28]
Maselheim[29]
Mietingen[30]
Mittelbiberach[31]
Moosburg[32]
Oggelshausen[33]
Rot an der Rot[34]
Schemmerhofen[35]
Schwendi[36]
Seekirch[37]
Steinhausen an der Rottum[38]
Tannheim[39]
Tiefenbach[40]
Ummendorf[41]
Unlingen[42]
Uttenweiler[43]
Wain[44]
Warthausen[45]

## Ehemalige Gemeindewappen

Äpfingen[46]
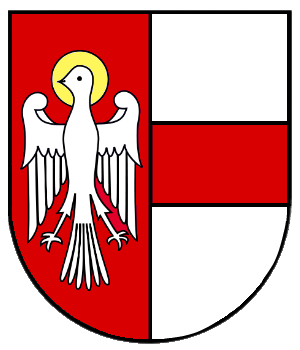
Ahlen
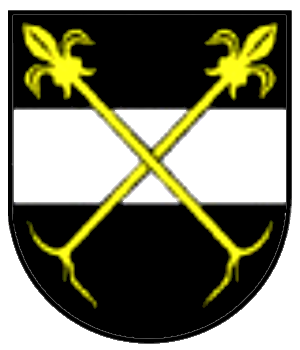
Alberweiler
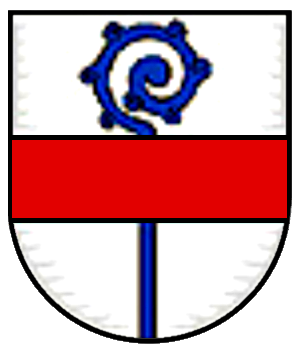
Altheim
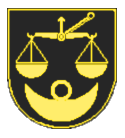
Aßmannshardt
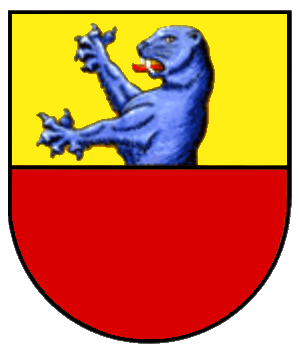
Attenweiler alt
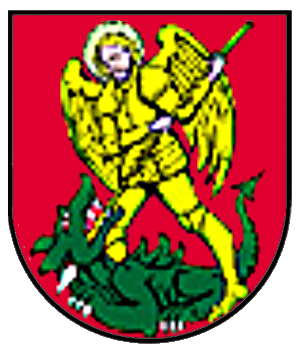
Aufhofen
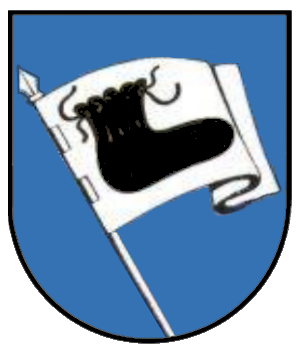
Baltringen
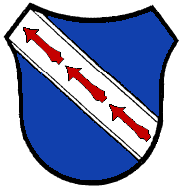
Baustetten
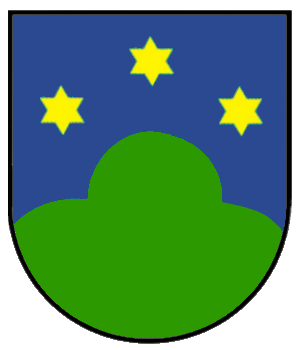
Bellamont
Bihlafingen[56]
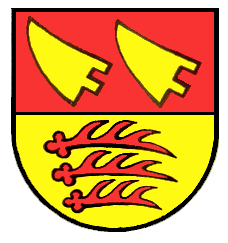
Billafingen
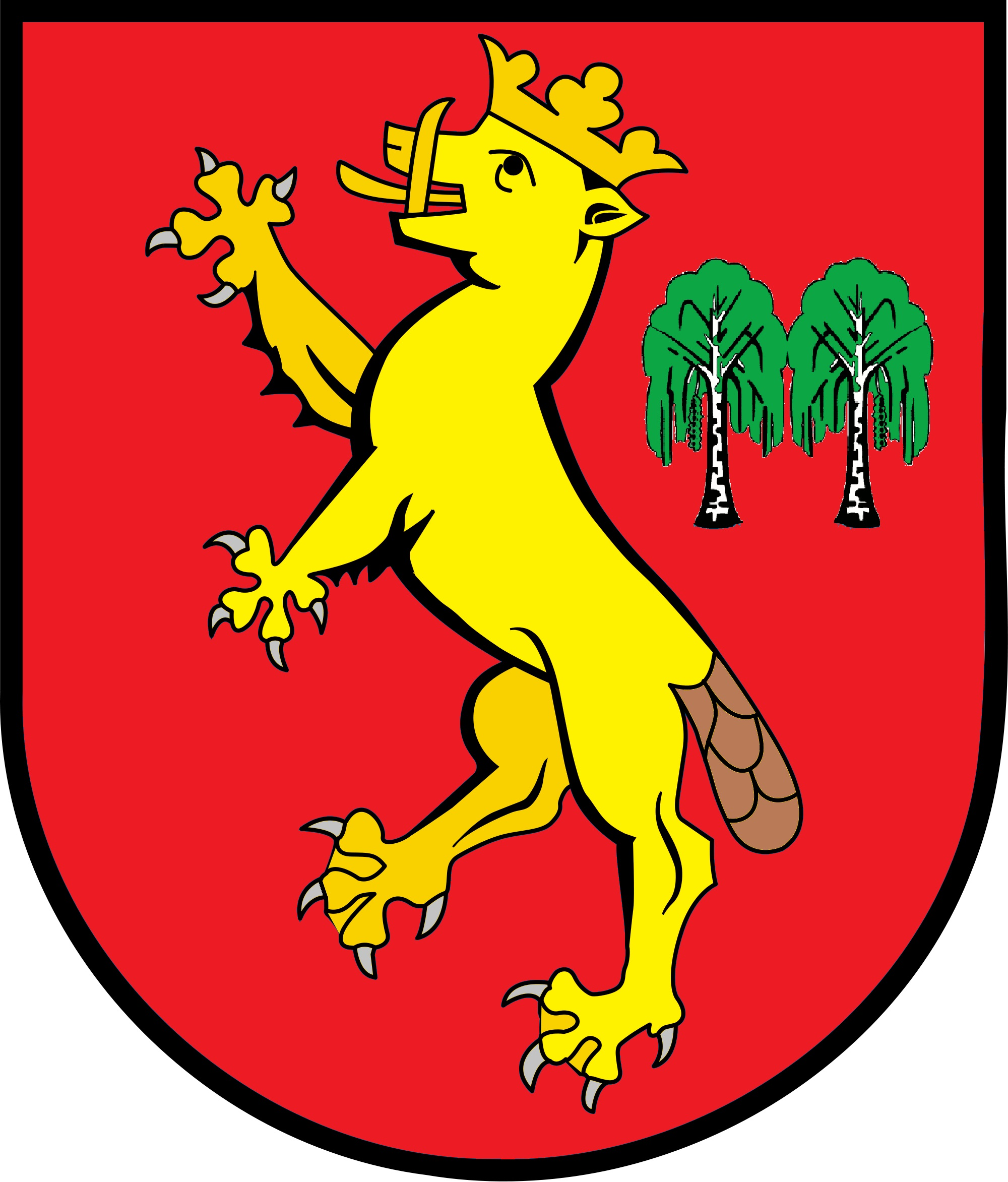
Birkendorf
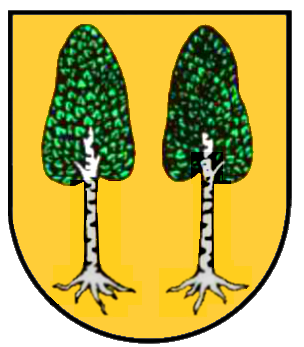
Birkenhard
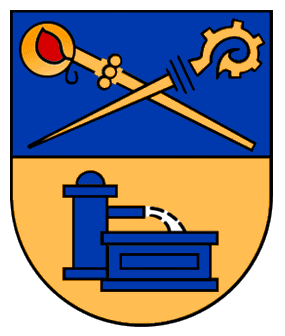
Bronnen
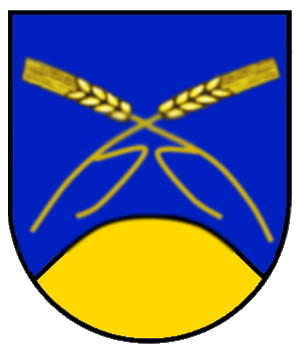
Bühl
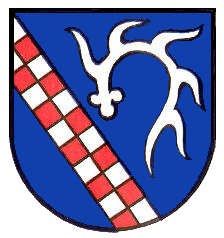
Burgau
Bußmannshausen[62]
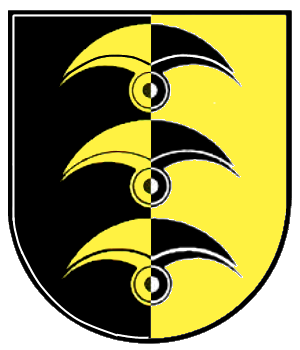
Daugendorf
Dürnau alt[64]
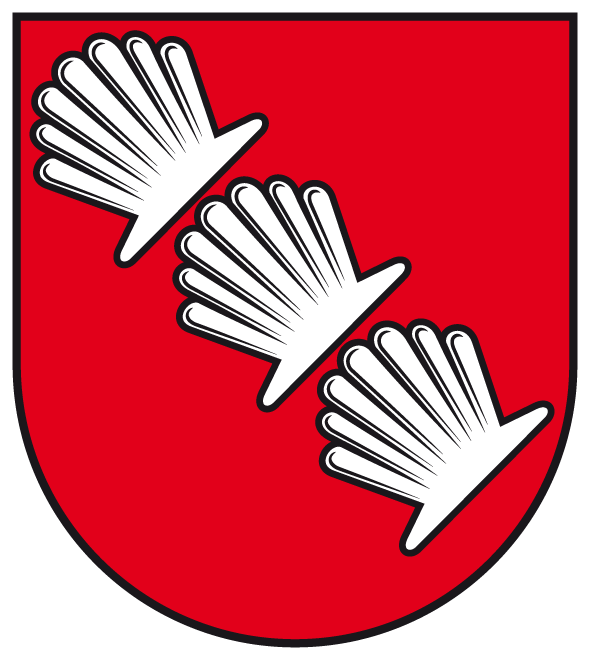
Eberhardzell alt
Ellwangen[66]
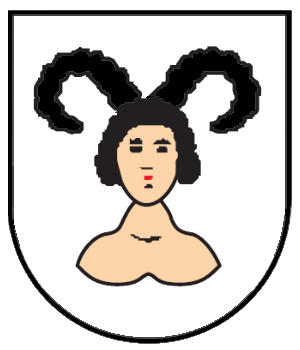
Ertingen alt
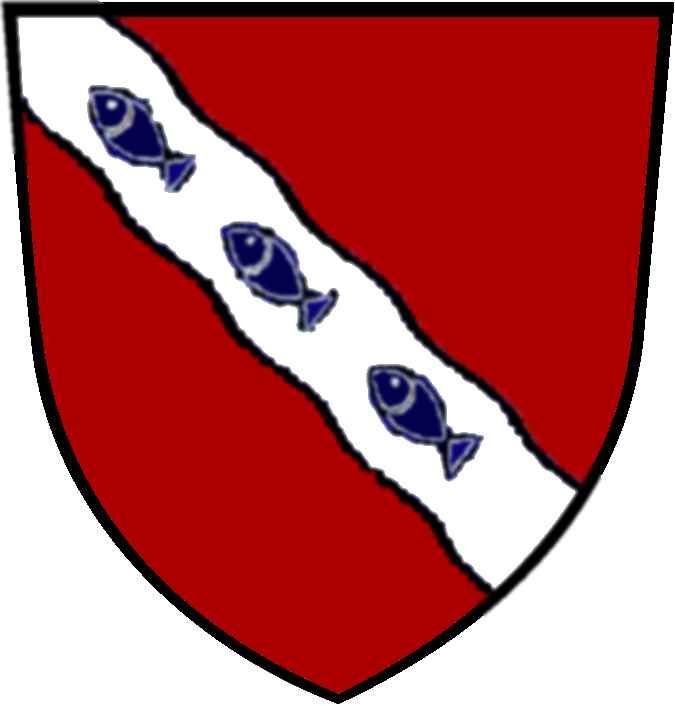
Fischbach
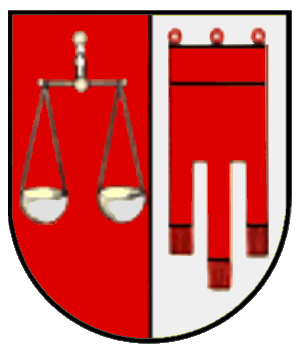
Füramoos
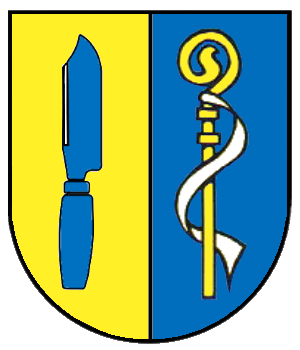
Grodt
Großschafhausen[71]
Grüningen[72]
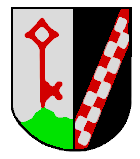
Gutenzell
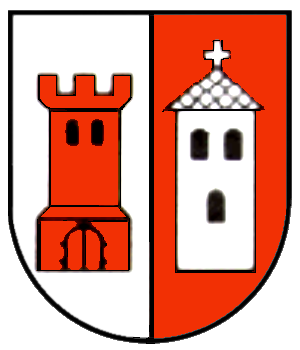
Hailtingen
Haslach[75]
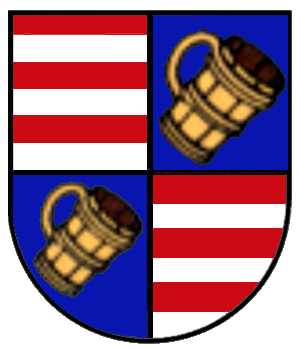
Heudorf am Bussen
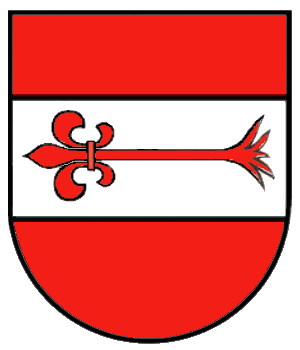
Hochdorf alt
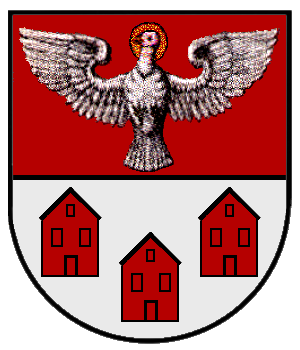
Höfen
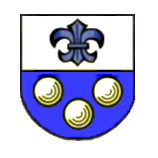
Hürbel
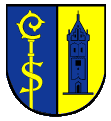
Ingerkingen
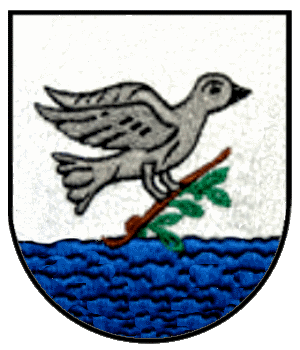
Ingoldingen alt
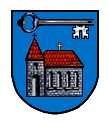
Kappel
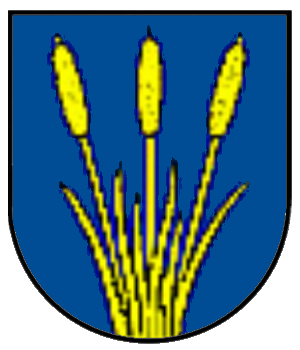
Langenschemmern
Laupertshausen[84]
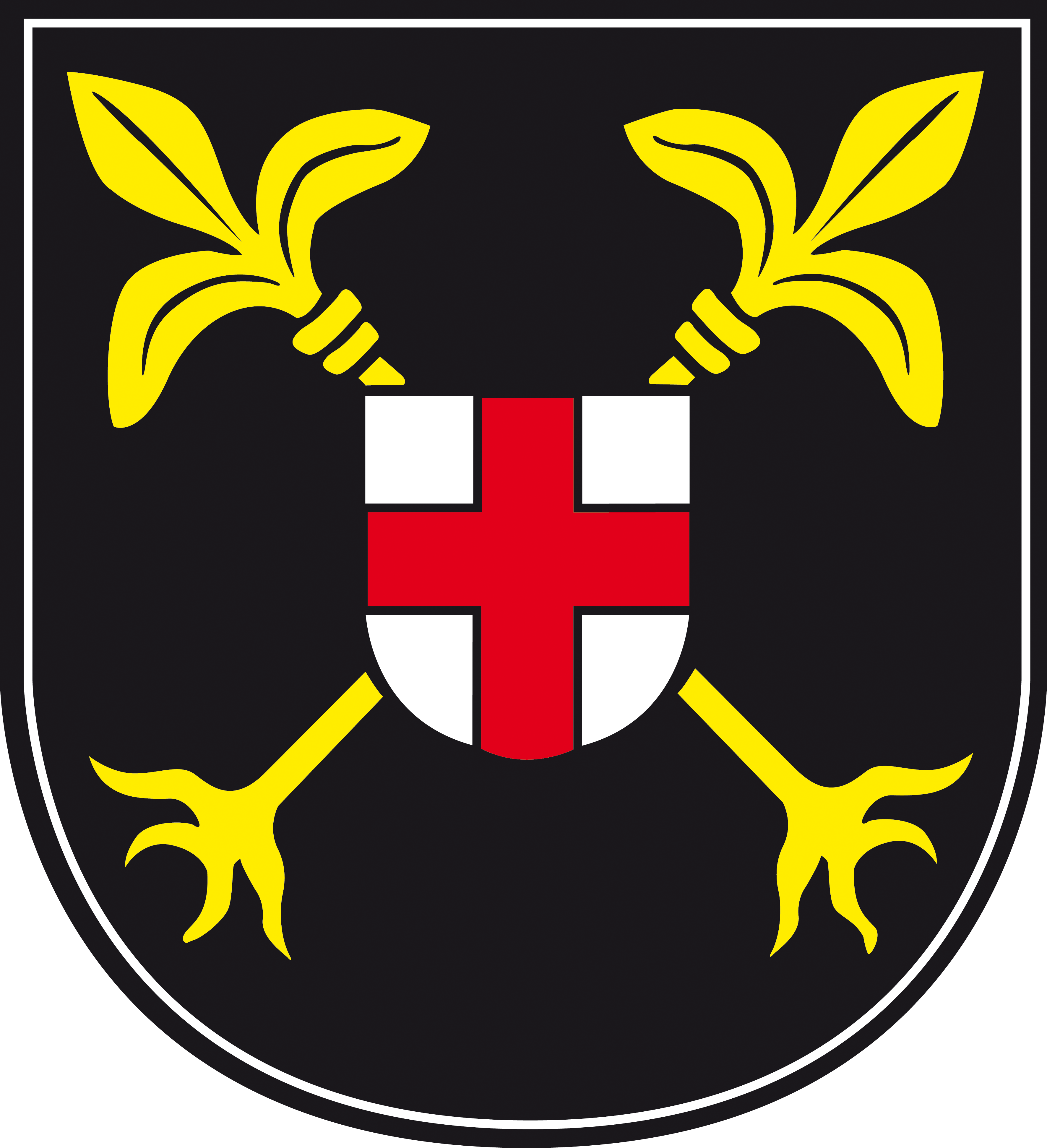
Mettenberg
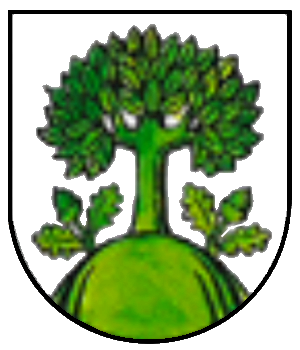
Mittelbuch
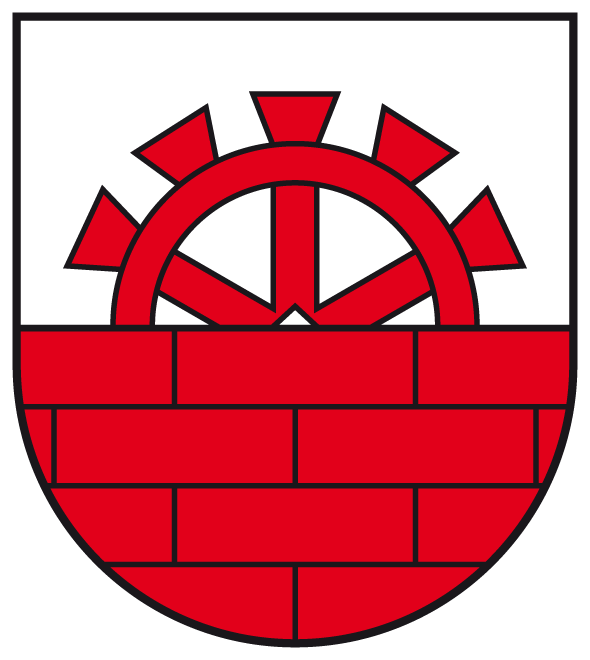
Mühlhausen
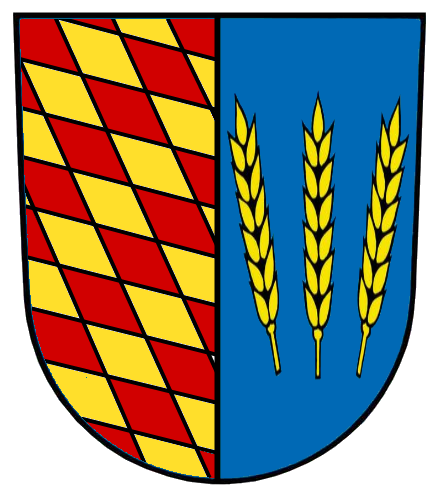
Muttensweiler
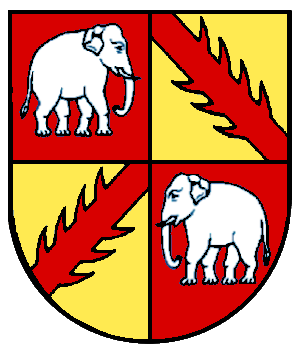
Neufra
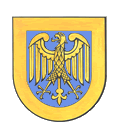
Oberessendorf
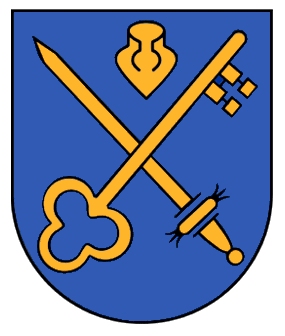
Oberholzheim
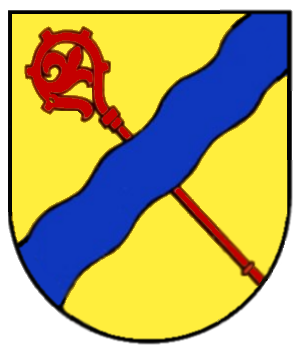
Oberopfingen
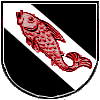
Obersulmetingen
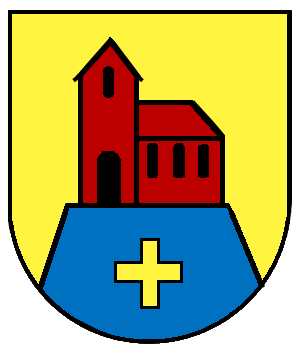
Offingen'
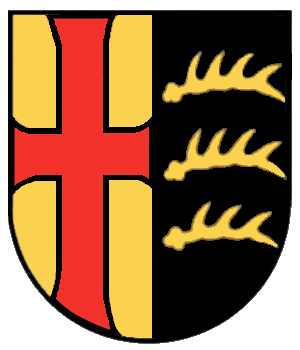
Oggelsbeuren
Orsenhausen[96]
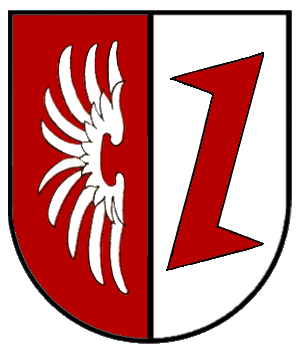
Otterswang
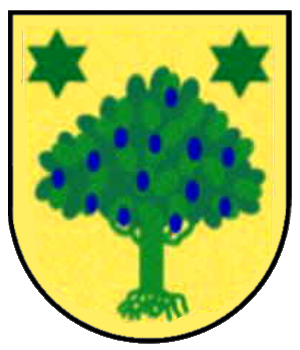
Pflummern
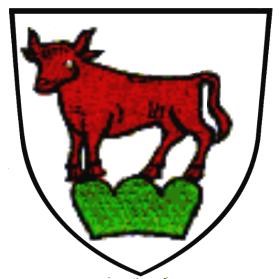
Reichenbach
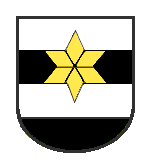
Reinstetten
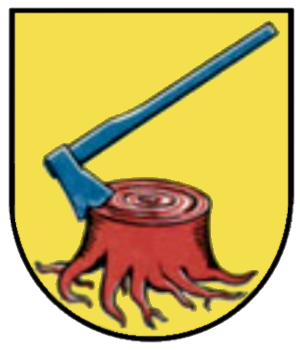
Reute
Ringschnait[101]
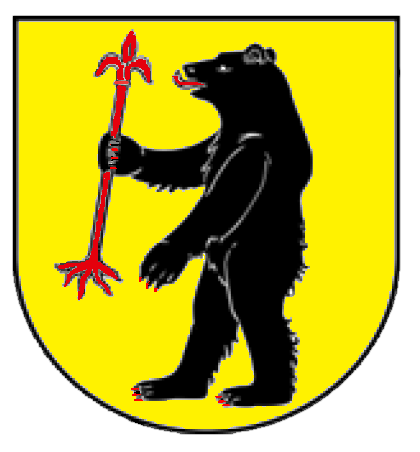
Rißegg
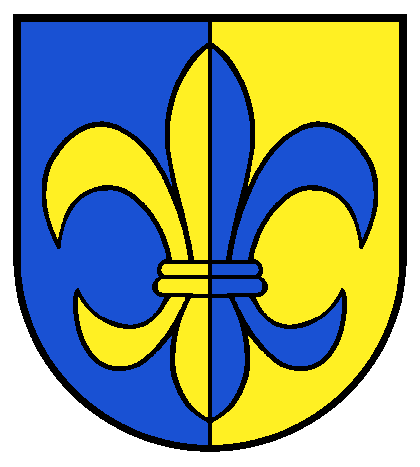
Rot
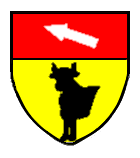
Rottum
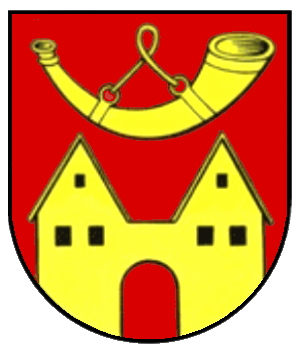
Rupertshofen
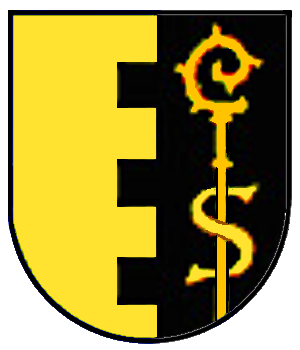
Schemmerberg
Schönebürg[107]
Schweinhausen[108]
Sießen im Wald[109]
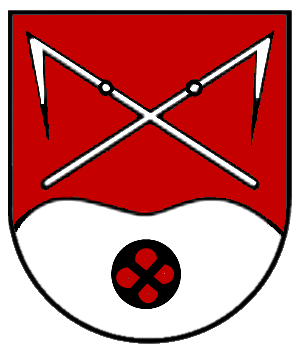
Sinningen
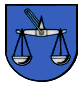
Spindelwag
Stafflangen[112]
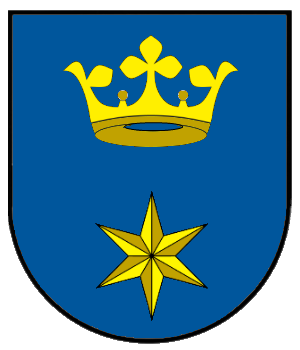
Steinhausen
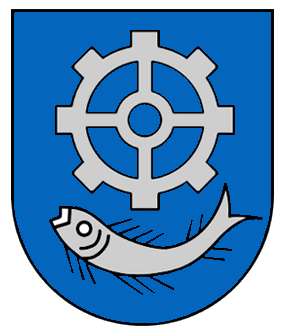
Stetten
Sulmingen[115]
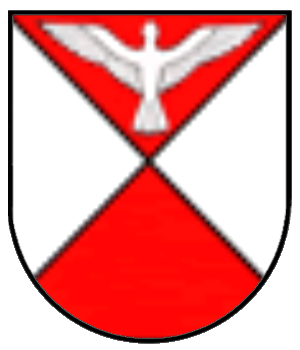
Unteressendorf
Untersulmetingen[117]
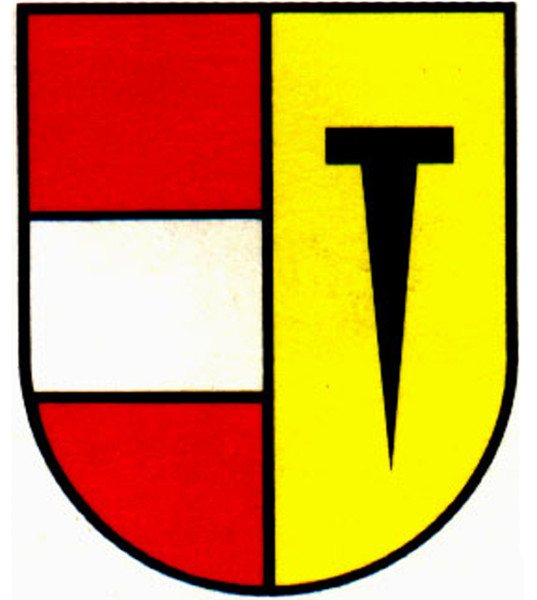
Walpertshofen
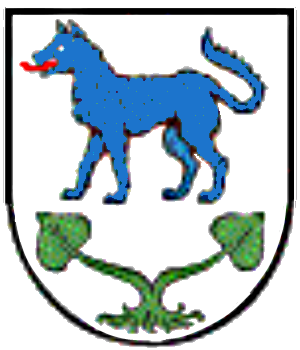
Wilflingen
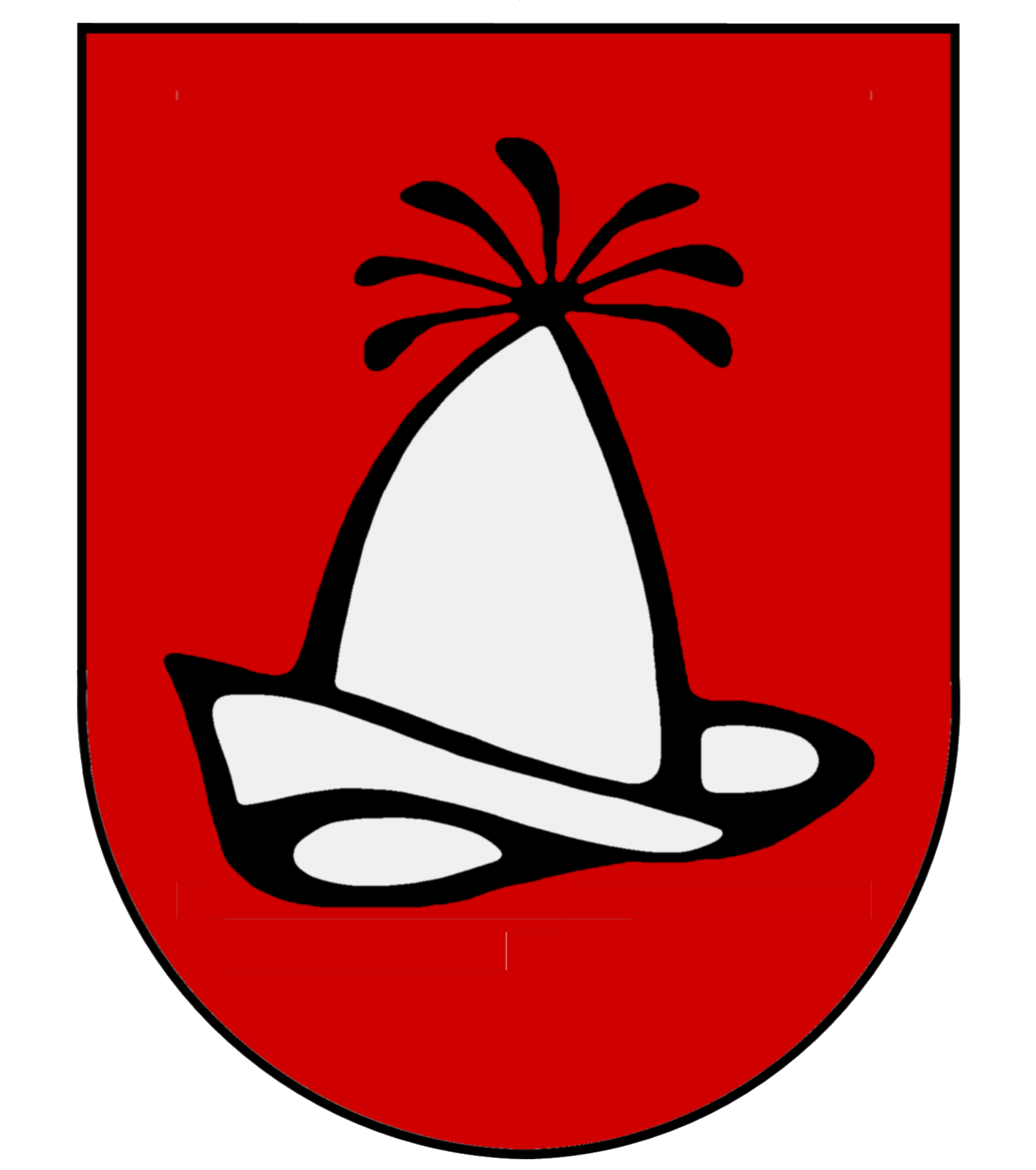
Winterstettendorf
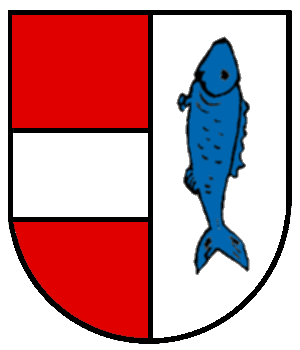
Winterstettenstadt
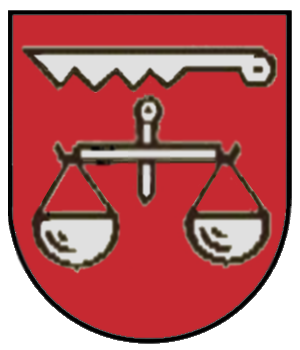
Zwiefaltendorf

## Blasonierungen
1. ↑  Landkreis Biberach: In gespaltenem Schild vorne in Gold (Gelb) ein halber rotbewehrter schwarzer Adler am Spalt, hinten in Rot ein mit der Krümme nach links gerichteter goldener (gelber) Abtsstab mit silbernem (weißem) Velum.
2. ↑  Bad Buchau: In Silber eine bewurzelte grüne Buche, deren Stamm mit einem schwimmenden natürlichen Barsch überdeckt ist.
3. ↑  Bad Schussenried: In Silber ein linksgewendeter, doppelschwänziger roter Löwe.
4. ↑  Biberach an der Riß: In Blau ein aufgerichteter, golden gekrönter goldener Biber.
5. ↑  Laupheim: In geteiltem Schild oben gespalten, vorne in Grün ein silberner Balken, hinten Rot, unten in Silber aus goldenem Dreiberg wachsend drei grüne Blätter (Laub).
6. ↑  Ochsenhausen: In Blau auf grünem Boden eine rot bedachte silberne Kirche, flankiert von zwei rot bedachten silbernen Türmen, dazwischen ein mit silbernem Kreuz besteckter Giebel, aus deren nach links geöffnetem Portal ein roter Ochse hervortritt.
7. ↑  Riedlingen: In gespaltenem Schild vorne in Rot ein silberner Balken, überdeckt von zwei schräggekreuzten goldenen Rudern, hinten in Gold ein roter Löwe.
8. ↑  Achstetten: In Blau ein doppelreihig von Rot und Silber geschachteter Schrägbalken, oben von einer, unten von zwei silbernen Kugeln begleitet.
9. ↑  Alleshausen: In Rot zwei schräg gekreuzte, golden brennende silberne Kerzen, die Kreuzung überdeckt durch eine aus dem Unterrand wachsende goldene Ähre.
10. ↑  Allmannsweiler: In Grün ein durchgehendes, gegratetes, goldenes Kreuz mit erhöhtem Balken.
11. ↑  Altheim: In einem von Gold und Rot erhöht geteilten Schild auf grünem Boden über silbernem Wasser ein aufgerichteter, linksgewendeter, widersehender, rot bezungter natürlicher Biber, in den Vorderpfoten einen golden gerahmten roten Kartuschenschild, darin ein silberner Balken, haltend, der mit einem roten, golden verbrämten und beschlagenen Herzogshut bekrönt ist.
12. ↑  Attenweiler: In gespaltenem Schild vorne in Gold ein durchgehendes rotes Kreuz mit Tatzenenden, hinten in Blau ein aufgerichteter goldener Biber.
13. ↑  Berkheim: In Rot ein goldener Pilgerhut, oben rechts und links je eine goldene Muschel.
14. ↑  Betzenweiler: In geteiltem Schild oben in Schwarz eine goldene Hirschstange, unten in Gold ein durchgehendes rotes Kreuz mit Tatzenenden.
15. ↑  Burgrieden: In geteiltem Schild oben in Rot eine silberne Burg mit zwei Zinnentürmen und einem Staffelgiebel über dem Rundbogentor ohne Flügel, unten in Grün ein silberner Wellenbalken.
16. ↑  Dettingen an der Iller: In gespaltenem Schild vorne in Gold ein roter Löwe, hinten in Rot ein goldener Wellenpfahl.
17. ↑  Dürmentingen: In geteiltem Schild oben in Grün ein stehender, linksgewendeter goldener Löwe, unten in Gold ein stehender grüner Löwe.
18. ↑  Dürnau: In gespaltenem Schild vorne in Rot ein goldener Zinnenturm, hinten in Silber ein blauer Wellenpfahl.
19. ↑  Eberhardzell: In Silber zwischen einem roten Schildhaupt und einem roten Schildfuß ein schreitender, hersehender, rot bezungter schwarzer Löwe.
20. ↑  Erlenmoos: In Gold ein grüner Erlenzweig mit einem Blatt, einem Fruchtzapfen und zwei männlichen Kätzchen.
21. ↑  Erolzheim: In Schwarz ein achtspeichiges silbernes Rad.
22. ↑  Ertingen: In Silber über einem erniedrigten blauen Wellenbalken eine rote Quadermauer mit drei Zinnen und spitzbogigem offenem Tor.
23. ↑  Hochdorf: Von Rot, Silber, Schwarz und Silber schräg geviert, die Vierung überdeckt mit einem liegenden bewurzelten roten Lilienstab, im unteren schwarzen Feld ein durchgehendes goldenes Kreuz.
24. ↑  Ingoldingen: In Grün ein aufgerichtetes goldenes Ross, rechts unten ein silbernes Patriarchenhochkreuz mit Kleeblattenden.
25. ↑  Kanzach: In Gold ein achtschaufliges blaues Mühlrad mit vier schrägen Speichen, überdeckt mit einem schwebenden roten Kreuz mit Tatzenenden (Adelindiskreuz).
26. ↑  Kirchberg an der Iller: In Silber auf grünem Berg die Giebelseite einer roten Kirche mit linksstehendem Turm mit Pyramidendach, rechts oben ein sechsstrahliger roter Stern.
27. ↑  Kirchdorf an der Iller: In gespaltenem Schild vorne in Gold zwei gekreuzte brennende rote Kerzen, hinten in Rot eine goldene dreilätzige Fahne.
28. ↑  Langenenslingen: In geteiltem Schild oben in Rot auf grünem Dreiberg drei goldene Rehfüße, unten in Gold drei rote Hirschstangen übereinander.
29. ↑  Maselheim: Geviert von Silber und Rot, in 2 und 3 ein schwebendes silbernes Kreuz mit Tatzenenden, das Ganze mit einem doppelreihig von Silber und Rot geschachten Schrägbalken (Zisterzienserbalken) überdeckt.
30. ↑  Mietingen: In Gold unter einem liegenden blauen Schwert ein roter Rost.
31. ↑  Mittelbiberach: Unter goldenem Schildhaupt, darin eine schwarze Hirschstange, in Grün ein silberner Balken, belegt mit einem golden gekrönten schwarzen Biber.
32. ↑  Moosburg: In Blau eine goldene Burg mit zwei Zinnentürmen.
33. ↑  Oggelshausen: In Silber auf einem schwarzen Ast ein balzender schwarzer Birkhahn.
34. ↑  Rot an der Rot: In Rot ein aufgerichteter silberner Greif, in den Vorderpranken ein gleicharmiges silbernes Kreuz mit Tatzenenden haltend.
35. ↑  Schemmerhofen: In gespaltenem Schild vorne in Gold drei aus dem Unterrand wachsende schwarze Schilfkolben nebeneinander, hinten in Rot ein aus dem Unterrand emporkommender mit der Krümme nach links gekehrter goldener Krummstab, um dessen Schaft sich der goldene Großbuchstabe ‚S‘ schlingt.
36. ↑  Schwendi: In von Blau und Silber geviertem Schild eine schräglinke silberne Raute.
37. ↑  Seekirch: In Gold über blauem Wellenschildfuß eine rote Kirche mit rechtsstehendem Zwiebelturm.
38. ↑  Steinhausen an der Rottum: In Rot ein wachsendes, gemauertes, silbernes Steinhaus mit schartenartigen Fenstern.
39. ↑  Tannheim: In Blau auf grünem Dreiberg drei silberne Tannen.
40. ↑  Tiefenbach: Über blauem Schildfuß, darin ein silberner Fisch, in Gold drei abgeschnittene grüne Ähren nebeneinander, die seitlichen nach außen geneigt.
41. ↑  Ummendorf: In Gold ein blauer Schräglinksbalken, belegt mit drei gestürzten, kreuzförmig eingebrochenen silbernen Lindenblättern.
42. ↑  Unlingen: In Gold auf grünem Dreiberg ein golden bewehrter, rot bezungter schwarzer Adler, der mit dem angehobenen rechten Fang einen golden gerahmten roten Kartuschenschild, darin ein silberner Balken, emporhält.
43. ↑  Uttenweiler: In Blau zwei schräggekreuzte goldene Pfeile.
44. ↑  Wain: In Rot unter einem erhöhten silbernen Sparren eine fünfblättrige silberne Rose, belegt mit einem herzförmigen roten Schildchen, darin ein silbernes lateinisches Kreuz (Lutherrose).
45. ↑  Warthausen: Unter goldenem Schildhaupt, darin eine gestürzte schwarze Wolfsangel, in Schwarz zwei schräggekreuzte goldene Glevenstäbe mit bewurzelten Stielen.
46. ↑  Äpfingen: In Rot ein aufspringendes silbernes Pferd, rechts unten ein silberner Stern.
47. ↑  Ahlen: In gespaltenem Schild vorne in Rot eine schwebende, golden nimbierte silberne Taube (hl. Geist), hinten in Silber ein roter Balken.
48. ↑  Alberweiler: In Schwarz ein silberner Balken, das Ganze belegt mit zwei schräggekreuzten, bewurzelten goldenen Lilienstäben.
49. ↑  Altheim (Gde. Schemmerhofen): In Silber ein aus dem Unterrand wachsender, mit der Krümme nach links gekehrter blauer Abtsstab, überdeckt von einem roten Balken.
50. ↑  Aßmannshardt: In Schwarz über einer mit dem Ring nach oben gekehrten goldenen Wolfsangel eine goldene Waage.
51. ↑  Attenweiler alt: In von Gold und Rot geteiltem Schild oben ein aus der Teilung wachsender blauer Biber.
52. ↑  Aufhofen: In Rot der stehende, golden gerüstete, golden nimbierte hl. Michael, mit goldener Lanze einen grünen Drachen tötend.
53. ↑  Baltringen: In Blau eine aus dem Unterrand wachsende schräg gestellte silberne Fahne, belegt mit einem nach links gekehrten schwarzen Bundschuh.
54. ↑  Baustetten: In Blau ein silberner Schrägbalken, belegt mit drei roten Pfeilspitzen.
55. ↑  Bellamont: In Blau über einem goldenen Dreiberg drei sechsstrahlige goldene Sterne (1:2).
56. ↑  Bihlafingen: In Rot auf grünem Dreiberg ein silbernes Hochkreuz.
57. ↑  Billafingen: In geteiltem Schild oben in Rot zwei schräggelegte [gestürzte] goldene Pflugscharen, unten in Gold drei übereinanderliegende rote Hirschstangen.
58. ↑  Birkenhard: In Gold zwei bewurzelte natürliche Birken nebeneinander.
59. ↑  Bronnen: In geteiltem Schild oben in Blau schräggekreuzt eine brennende goldene Kerze und ein goldener Abtstab, unten in Gold ein blauer Dorfbrunnen.
60. ↑  Bühl: In Blau über einem goldenen Hügel zwei schräggekreuzte goldene Ähren.
61. ↑  Burgau (hohenzollerischer Anteil): In Blau über einem erniedrigten doppelreihig silber-rot geschachten Schrägbalken eine sichelförmig gebogene sechsendige silberne Hirschstange.
62. ↑  Bußmannshausen: In gespaltenem Schild vorne in Gold ein bedeckter schwarzer Becher, hinten in Rot ein silberner Balken.
63. ↑  Daugendorf: In von Schwarz und Gold gespaltenem Schild drei gestürzte Wolfsangeln in verwechselten Farben übereinander.
64. ↑  Dürnau bis 1992: In Gold ein schräger blattloser schwarzer Dornzweig.
65. ↑  Eberhardzell alt: In Rot drei gestürzte silberne Muscheln schrägrechts übereinander.
66. ↑  Ellwangen: In Schwarz ein linksgekehrter goldener Elchkopf.
67. ↑  Ertingen alt: In Silber ein schwebender natürlicher Mannsrumpf im Visier, mit schwarzen Haaren und schwarzen Steinbockhörnern.
68. ↑  Fischbach: In Rot ein schräger silberner Wellenbalken, belegt mit drei blauen Fischen.
69. ↑  Füramoos: In gespaltenem Schild vorne in Rot eine silberne Waage, hinten in Silber eine dreilatzige rote Fahne.
70. ↑  Grodt: In gespaltenem Schild vorne in Gold ein nach links gekehrtes blaues Messer, hinten in Blau ein goldener Abtsstab mit silbernem Velum.
71. ↑  Großschafhausen: Unter silbernem Schildhaupt, darin drei blaue Rauten, in Blau ein schreitendes silbernes Schaf.
72. ↑  Grüningen: In Silber auf schwebendem goldenem Dreiberg eine halbkreisförmig gebogene schwarze Hirschstange.
73. ↑  Gutenzell: In gespaltenem Schild vorne in Silber auf grünem Dreiberg ein roter Schlüssel mit abwärts und zur Spaltung gekehrtem Bart, hinten in Schwarz ein doppelreihig von Rot und Silber geschachter Schräglinksbalken.
74. ↑  Hailtingen: In gespaltenem Schild vorne in Silber ein roter Zinnenturm (Burgturm), hinten in Rot ein silberner Kirchturm.
75. ↑  Haslach: In Blau über einer erniedrigten silbernen Wellenleiste ein goldener Haselzweig mit drei goldenen Nüssen.
76. ↑  Heudorf am Bussen: In geviertem Schild Feld 1 und 4 von Rot und Silber fünfmal geteilt, Feld 2 und 3 in Blau ein schräglinks gestellter goldener Trinkstotzen mit Henkel.
77. ↑  Hochdorf alt: In Rot ein silberner Balken, belegt mit einem bewurzelten roten Lilienstab.
78. ↑  Höfen: In geteiltem Schild oben in Rot eine schwebende silberne Taube mit goldenem Nimbus und goldenen Füßen (hl. Geist), unten in Silber drei (2:1) rote Giebelhäuser.
79. ↑  Hürbel: In von Silber und Blau geteiltem Schild oben eine blaue Lilie, unten drei (2:1) silberne Kugeln.
80. ↑  Ingerkingen: In gespaltenem Schild vorne in Blau ein linksgekehrter goldener Abtsstab, um dessen Schaft der goldene Buchstabe S geschlungen ist, hinten in Gold ein blauer Kirchturm.
81. ↑  Ingoldingen alt: In Silber über blauem Wellenschildfuß eine nach links anfliegende weiße (blaue?) Taube, die einen schräglinken grünen Laubzweig in den Krallen hält.
82. ↑  Kappel: In Blau unter einem linkshin liegenden silbernen Schlüssel eine silberne Kapelle mit rechtsstehendem Türmchen und silbernem Kreuz auf dem Dach.
83. ↑  Langenschemmern: In Blau aus dem Unterrand wachsende goldene Schilfgräser mit drei goldenen Schilfkolben.
84. ↑  Laupertshausen: In Rot ein goldenes Schwert, begleitet von zwei silbernen Muscheln.
85. ↑  Mettenberg: In Schwarz zwei schräggekreuzte bewurzelte goldene Lilienstäbe, belegt mit einem silbernen Herzschild, darin ein durchgehendes rotes Kreuz.
86. ↑  Mittelbuch: In Silber auf grünem Berg zwischen zwei grünen Eichenschösslingen (Eichel mit zwei Blättern) eine grüne Buche.
87. ↑  Mühlhausen: In von Silber und Rot geteiltem Schild oben ein halbes rotes Mühlrad an der Teilung, unten schwarz gefugtes Mauerwerk.
88. ↑  Muttensweiler: In gespaltenem Schild vorne von Gold und Rot schrägrechts gerautet, hinten in Blau drei goldene Ähren nebeneinander.
89. ↑  Neufra: In von Rot und Gold geviertem Schild im 1. und 4. Feld je ein zur Mitte gekehrter, stehender silberner Elefant, im 2. und 3. Feld je ein nach innen geschrägter, angehackter roter Balken.
90. ↑  Oberessendorf: In goldbordiertem blauem Schild ein goldener Adler.
91. ↑  Oberholzheim: In Blau schräggekreuzt ein goldenes Schwert und ein goldener Schlüssel, darüber eine goldene Pflugschar.
92. ↑  Oberopfingen: In Gold ein schräg gestellter roter Abtsstab, überdeckt durch einen blauen Wellenschräglinksbalken.
93. ↑  Obersulmetingen: In Schwarz ein silberner Schrägbalken, darin ein roter Fisch mit nach oben geschlagenem Schwanz.
94. ↑  Offingen: In Gold auf erhöhtem blauem Berg, der mit einem goldenen Kreuz belegt ist, eine rote Kirche mit rechts stehendem Turm.
95. ↑  Oggelsbeuren: In gespaltenem Schild vorne in Gold ein durchgehendes rotes Kreuz mit Tatzenenden, hinten in Schwarz drei goldene Hirschstangen übereinander.
96. ↑  Orsenhausen: In Blau auf grünem Dreiberg ein linkshin aufspringendes, rot gezäumtes silbernes Ross.
97. ↑  Otterswang: In gespaltenem Schild vorne in Rot ein silberner Adlerflügel, hinten in Silber ein roter Doppelhaken.
98. ↑  Pflummern: In Gold ein bewurzelter grüner Pflaumenbaum mit blauen Früchten, oben beiderseits begleitet von je einem grünen Stern.
99. ↑  Reinstetten: In Schwarz ein sechsstrahliger goldener Stern zwischen zwei silbernen Leisten.
100. ↑  Reute: In Gold ein bewurzelter roter Baumstumpf, in dem eine blaue Axt eingehauen ist.
101. ↑  Ringschnait: Von Silber und Schwarz geviert, im ersten Feld ein roter Doppelhaken.
102. ↑  Rißegg: In Gold ein aufgerichteter rotbewehrter und rotbezungter schwarzer Bär, mit der rechten Vorderpranke einen bewurzelten roten Lilienstab haltend.
103. ↑  Rot: In von Blau und Gold gespaltenem Schild eine Lilie in verwechselten Farben.
104. ↑  Rottum: Unter rotem Schildhaupt, darin eine schräge silberne Pfeilspitze, in Gold ein vorderhalber stehender schwarzer Ochse.
105. ↑  Rupertshofen: In Rot unter einem mit dem Mundstück nach rechts gerichteten goldenen Horn (Hifthorn) mit goldener Fessel zwei wachsende, durch einen Torbogen verbundene goldene Giebelhäuser (Hof).
106. ↑  Schemmerberg: Von Gold und Schwarz zinnenförmig gespalten, hinten ein aus dem Unterrand wachsender mit der Krümme nach links gewendeter goldener Abtsstab, um dessen Schaft der goldene lateinische Großbuchstabe S geschlungen ist.
107. ↑  Schönebürg: In gespaltenem Schild vorne in Silber ein aufgerichteter schwarzer Bär, hinten in Schwarz ein silberner Zinnenturm.
108. ↑  Schweinhausen: In geteiltem Schild oben in Gold ein schreitender schwarzer Löwe, unten in Schwarz ein durchgehendes goldenes Kreuz.
109. ↑  Sießen im Wald: In Blau gekreuzt ein goldener Schlüssel und ein goldenes Schwert, darunter ein goldenes Salbgefäß.
110. ↑  Sinningen: In durch Wellenschnitt geteiltem Schild oben in Rot zwei schräggekreuzte silberne Fischerhaken, unten in Silber eine rote Kugel.
111. ↑  Spindelwag: In Blau eine silberne Waage.
112. ↑  Stafflangen: In Rot ein silberner Schrägbalken, belegt mit einem golden gekrönten, golden geschwänzten und rotbezungten schwarzen Biber.
113. ↑  Steinhausen bei Schussenried: In Blau über einem sechsstrahligen goldenen Stern eine goldene Krone.
114. ↑  Stetten: In Blau unter einem vierspeichigen, achtschaufligen silbernen Mühlrad ein silberner Fisch.
115. ↑  Sulmingen: In geteiltem Schild oben in Schwarz ein doppelreihig von Rot und Silber geschachter Schrägbalken, unten in Silber ein achtspeichiges schwarzes Pflugrad.
116. ↑  Unteressendorf: Von Rot und Silber schräggeviert, oben eine steigende silberne Taube.
117. ↑  Untersulmetingen: In gespaltenem Schild vorne in Schwarz ein silberner Schrägbalken, hinten in Silber ein halber rotbewehrter schwarzer Adler am Spalt.
118. ↑  Wilflingen: In Silber über einer bewurzelten grünen Lindenstaude mit zwei grünen Blättern ein stehender, rot bezungter blauer Wolf.
119. ↑  Winterstettendorf: In Rot ein silberner Stulphut, besteckt mit sieben schwarzen Hahnenfedern.
120. ↑  Winterstettenstadt: In gespaltenem Schild vorne in Rot ein silberner Balken, hinten in Silber ein aufwärts schwimmender blauer Fisch.
121. ↑  Zwiefaltendorf: In Rot unter einem balkenweis gelegten silbernen Wolfsfangeisen eine silberne Waage.

## Weitere Quellen
- Der Landkreis Biberach. Amtliche Kreisbeschreibung, Landesarchivdirektion Baden-Württemberg (Hrsg.), Sigmaringen 1987–90, ISBN 3-7995-6185-4 und ISBN 3-7995-6186-2
- Webpräsenz der Gemeinde Dürmentingen